# Candiac
Candiac es una ciudad de la provincia de Quebec, Canadá. Es una de las ciudades que conforman la Comunidad metropolitana de Montreal y se encuentra en el municipio regional de condado de Roussillon y a su vez, en la región del Vallée-du-Haut-Saint-Laurent en Montérégie. Hace parte de las circunscripciones electorales de La Prairie a nivel provincial y de Brossard−La Prairie a nivel federal.

## Geografía
Candiac se encuentra ubicada en las coordenadas 45°23′00″N 73°31′00″O / 45.38333, -73.51667. Según Statistique Canada, tiene una superficie total de 17,59 km² y es una de las 1135 municipalidades en las que está dividido administrativamente el territorio de la provincia de Quebec.

## Demografía
Según el censo de 2011, había 19 876 personas residiendo en esta ciudad con una densidad poblacional de 1129,8 hab./km². Los datos del censo mostraron que de las 15 947 personas censadas en 2006, en 2011 hubo un aumento poblacional de 3929 habitantes (24,6%). El número total de inmuebles particulares resultó de 7580 con una densidad de 430,93 inmuebles por km². El número total de viviendas particulares que se encontraban ocupadas por residentes habituales fue de 7421.